# あただ型掃海艇
あただ型掃海艇（あただがたそうかいてい、英語: Atada-class minesweeper）は、海上自衛隊が運用していた中型掃海艇（Mine Sweeper Coastal, MSC）の艦級。
戦後初の新造掃海艇であるとともに、日本初の木造掃海艇でもある。実船実験としての性格があり、準同型の「やしろ」とともに昭和28年度計画で建造された。

## 来歴
太平洋戦争中、日本近海には日米双方によって大量の機雷が敷設されており、戦争末期には沿岸域を含めた海運を大きく阻害していたことから、その対処の必要性は切迫したものであった。このことから、日本の降伏後に大日本帝国海軍が解体されるなかにあっても掃海部隊は維持されており、1946年（昭和21年）には新設された海上保安庁の主要構成部隊となり、1952年（昭和27年）には警備船部隊としての海上警備隊と統合されて、保安庁警備隊として独立した。
警備隊は発足直後より掃海艇の国産化を志向しており、その発足初年度にあたる昭和28年（1953年）度計画では、水上戦闘艦などより優先して、唯一の船舶建造費として、米海軍のAMSに相当する小型掃海船（のちの中型掃海艇）2隻分を盛り込んだ。その後、1952年12月末に艦船建造費の増額が決まったことから、更に2隻が追加されたが、後に1隻が削られて、計3隻として予算が成立した。
この3隻は実船実験としての性格を帯びており、船型・主機関ともに2系統が採用されることとなった。このうち、丸型船型を採用した2隻が本型である。一方、角型船型を採用したのが「やしろ」であった。

## 設計

### 船体
要求性能策定にあたっては、アメリカ海軍のYMS-1級掃海艇がタイプシップとされた。これは第二次世界大戦中に大量建造されたもので、警備隊でも供与を受けることになっていたが（後にうじしま型として就役）、その引渡しは1954年12月の予定であり、設計段階では実艇がなかったことから、細目の設計は独力で行わざるを得なかった。
当時、既に警備隊では木造の旧海軍第一号型駆潜特務艇・第一号型哨戒特務艇を掃海船として運用していたが、これらは漁船と同様に各部の構造部材寸法が大きく、船殻重量係数0.16と、船殻重量はかなり重いものであった。掃海艇においては大重量の掃海具を甲板上に搭載・展開する必要上、船殻重量の軽減が求められた。このため、駆特・哨特とは異なり、魚雷艇などと同様、積層材を用いた軽構造木船構造が採用されたが、この手法によって掃海艇のような大型木船が建造された前例は国内になかったことから、技術的にはかなりの冒険となった。このことから、当初320トン級が要求されたのに対して、本型を含む28年度計画艇では230トン級に縮小されている。このため船型過小であり、居住性は悪かった。
上記の経緯により、本型ではフレームライン形状として従来通りの丸型を採用した。船殻重量計数は0.08とかなり軽く仕上がっている。外板は二重片矢羽根構造、肋骨はケヤキの内外層とベイマツの中間層による集成材としており、使用樹種は下記の通りである。
- ベイマツ - キール・スケグ、外板・甲板（外層）
- ヒノキ - 外板・甲板（内層）
- ケヤキ - キール摩材、船底縦通材、チャイン材
- カバ - 合板
- ケヤキ-ベイマツ-ケヤキ - フレーム

一方、金属部品が必要な部分についてはアルミニウム合金が多用されたが、運用において強度・硬度の不足や電蝕が問題となったため、以後の艇ではステンレスなどに変更された。

### 機関
他の同年度計画艦船の機関は1953年10月末の庁議において決定していたのに対し、小型掃海船についてはこの時点では適当な機種がなく、決定に至らなかった。その後、1954年8月中旬、2隻には三菱YV10ZCディーゼルが、そして国産機と比較研究のために1隻にはベンツMB820ディーゼルを搭載することが決定された。
ベンツMB820Bは西ドイツ製のV型12気筒4サイクル高速ディーゼルエンジンで、1番艇「あただ」で搭載された。一方、2番艇「いつき」では三菱重工業のYV10ZC15/20 V型10気筒2サイクル高速ディーゼルエンジンとされた。これは魚雷艇用のV型20気筒2サイクル高速ディーゼルエンジンであるYV20ZCをもとに10気筒化・非磁性化したもので、出力低下した一方、当初の非磁性化率は重量ベースで52％であった。
なお、船体幅が狭かったために主機械排気消音器を機械室に配置することができず、やむなく煙突排気とされた。しかし、特に2サイクルエンジンを搭載した「いつき」の騒音は非常に大きなものであった。一方、本型と同時に建造された「やしろ」では消音器を機関室内配置とし、水ジャケット付の舷側排気としたところ、騒音の低減が得られたことから、以後の掃海艇でもこの方式が踏襲された。

## 装備

### センサ
レーダーはOPS-3、機雷探知機はAN/UQS-1Dが搭載された。AN/UQS-1は1950年に実用化されたばかりの最初期の機雷探知機であり、100キロヘルツを使用する高周波ソナーであったが、動揺安定化装置を持たなかったために明瞭な映像を得にくいという欠点があった。

### 機雷掃海
係維掃海具
係維機雷に対しては、53式普通掃海具が搭載された。これは供与を受けたYMS-1級やブルーバード級に搭載されていた米海軍の装備品を参考に開発された、単艦で曳航するオロペサ型係維掃海具であり、展開器と呼ばれる水中凧によって掃海索を左右数百メートルに展開するとともに沈降器によって一定深度に沈下させて曳航し、機雷の係維索を引っ掛けて、掃海索の数カ所に装備した切断器によってこれを切断していくものである。MSC搭載の53式普通掃海具では、両舷掃海用としてカッター装備の掃海索・展開器・フロートを各2個ずつと沈降器を1個搭載しており、掃海速力8ノットにおいて掃海幅300メートル、掃海水深60メートルの掃海が可能である。
感応掃海具
磁気機雷に対しては、普通掃海具と同様に米軍供与品をもとに開発された53式磁気掃海具が搭載された。これは掃海電纜を展張して磁場を発生して掃海を行うものであり、主機と同形式の大容量発電機を搭載したのはこのためであった。
一方、音響機雷に対しては、当時の海自には有効な掃海具がなかったことから、1954年度より、ドイツから試験購入したGBT-2をもとにS-1掃海具の開発が着手されていた。ただし試作はされたものの実用段階には達せず、後に米軍からの供与が開始されると開発は中止されており、本型は音響掃海具を搭載せずに終わった。

## 同型艦
| 艦番号           | 艦名   | 建造                | 起工                        | 進水                        | 就役                        | 除籍                        |
| ---------------- | ------ | ------------------- | --------------------------- | --------------------------- | --------------------------- | --------------------------- |
| MSC-601 → YAS-56 | あただ | 日立造船 神奈川工場 | 1955年 （昭和30年） 6月20日 | 1956年 （昭和31年） 3月12日 | 1956年 （昭和31年） 4月30日 | 1980年 （昭和55年） 3月17日 |
| MSC-602 → YAS-57 | いつき | 日本鋼管 鶴見造船所 | 1955年 （昭和30年） 6月22日 | 1956年 （昭和31年） 3月12日 | 1956年 （昭和31年） 6月30日 | 1978年 （昭和53年） 3月20日 |